# Скросоппи, Луиджи
Святой Луи́джи Скросо́ппи (итал. Luigi Scrosoppi; 4 августа 1804, Удине — 3 апреля 1884, Удине) — итальянский католический священник, основатель конгрегации Сёстры Провидения святого Каэтана Тиенского.
Родился 4 августа 1804 года в семье ювелира в Удине. Оба его старших брата, Карло и Джованни Баттиста, также стали священниками. Был рукоположён в диаконы в 1826 году, в священники — 31 марта 1827 года, отслужив первую мессу вместе со своими братьями. Помогал управлять детским приютом, которым руководил брат Карло. Посвятил себя благотворительной работе.
Неустанно занимался сбором средств и вскоре возглавил учреждение, которое стало известно как «Дом обездоленных»: в нём постоянно проживали 100 учеников и 230 детей приходили на день. Скросоппи основал конгрегацию Сёстры Провидения святого Каэтана Тиенского, и 22 сентября 1871 года получил официальное одобрение папы Пия IX. В 1846 году присоединился к Конфедерации ораторианцев святого Филиппа Нери и был избран её ректором 9 ноября 1856 года. В 1857 году открыл школу и приют для глухонемых девочек, просуществовавшую всего пятнадцать лет.
Скончался 3 апреля 1884 года после продолжительной болезни.
Причислен к лику блаженных 4 октября 1981 года папой Иоанном Павлом II, канонизирован им же 10 июня 2001 года.
22 августа 2010 года епископ Алоис Шварц на мессе в австрийском приходе Пёрчах-ам-Вёртерзе объявил Скросоппи святым покровителем футболистов с одобрения Рима и Андреа Бруно Маццокато, архиепископа Удине.